# Ørkendompap
Ørkendompap (latin: Bucanetes githagineus) er en fugleart, der lever i det nordlige Afrika og det vestlige Asien.